# Бородич, Михаил Фёдорович
Михаил Фёдорович Бородич — советский хозяйственный, государственный и политический деятель.

## Биография
Родился в 1922 году в Побоковичах. Член КПСС.
Окончил ВПШ при ЦК КПСС.
Участник Великой Отечественной войны
До 1949 — шофер ДЭУ-919, ДЭУ-6.
В 1949—1951 — председатель завкома фабрики «Полеспечать».
В 1951—1964 — инструктор, заведующий орготделом Гомельского горкома КПБ, заместитель председателя Гомельского горисполкома, первый секретарь Железнодорожного райкома КПБ города Гомеля.
В 1964-1974 — первый секретарь Гомельского горкома КПБ.
В 1974—1975 — заместитель председателя Гомельского облисполкома.
В 1975—1990 — заместитель управляющего стройтрестом № 14 по кадрам, начальник отдела кадров Гомельского облуправления ЖКХ, заведующий Гомельским областным архивом.
Депутат Верховного Совета Белорусской ССР 7-го и 8-го созывов. Делегат XXIII и XXIV съездов КПСС.
Жил в Гомеле.

## Награды
- Орден Ленина
- Орден Отечественной войны II степени
- Орден Трудового Красного Знамени